# Hohe Straße 26 (Quedlinburg)

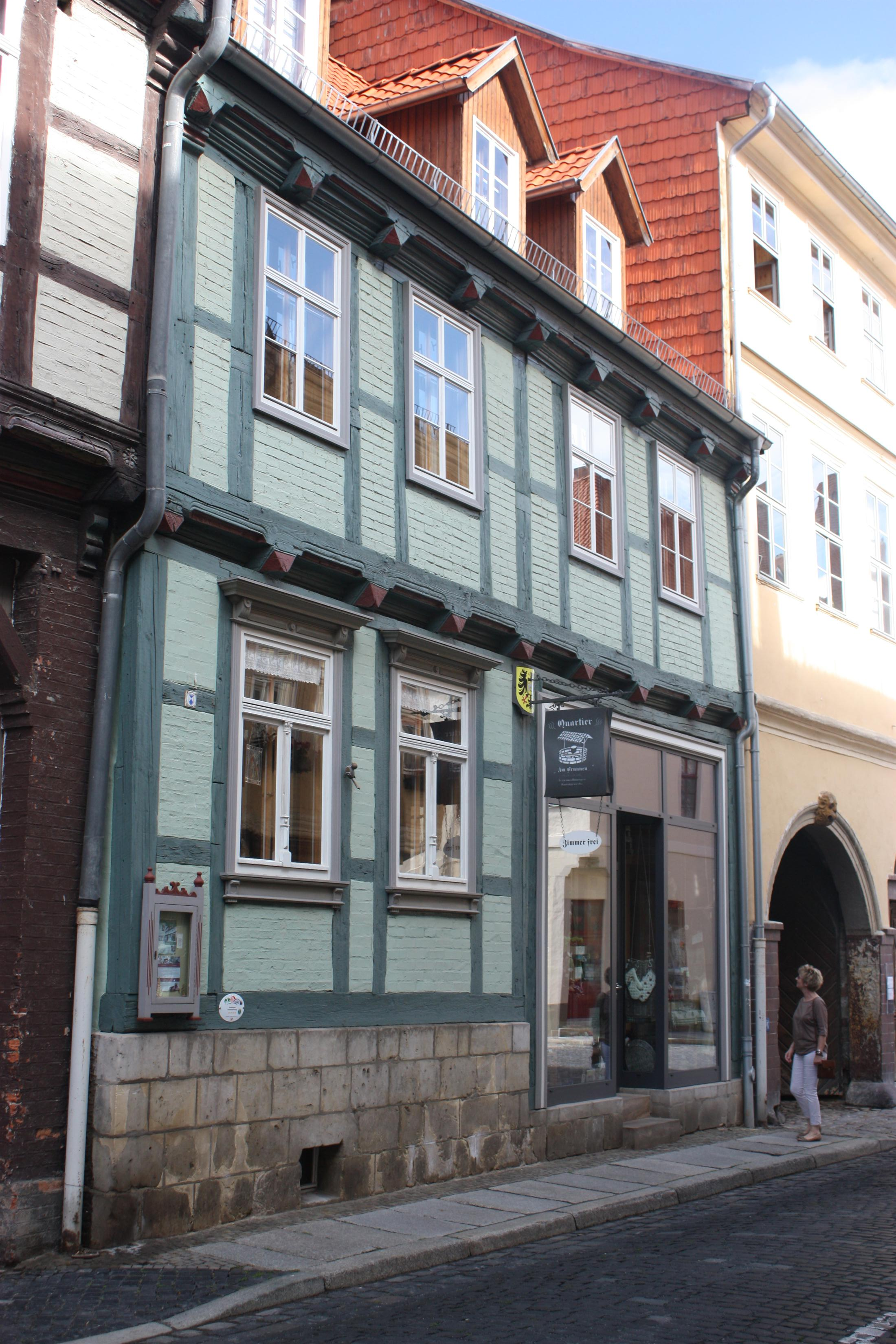
Haus Hohe Straße 26

Das Haus Hohe Straße 26 ist ein denkmalgeschütztes Gebäude in der Stadt Quedlinburg in Sachsen-Anhalt.

## Lage
Es befindet sich im Stadtgebiet westlich des Quedlinburger Marktplatzes und gehört zum UNESCO-Weltkulturerbe. Nördlich grenzt das gleichfalls denkmalgeschützte Haus Hohe Straße 27, südlich das Haus Hohe Straße 25 an. Beide Gebäude sind deutlich höher als die Hohe Straße 26.

## Architektur und Geschichte
Das zweigeschossige Fachwerkhaus ist im Quedlinburger Denkmalverzeichnis als Wohnhaus eingetragen. Der Bau des Gebäudes erfolgte im Barock im Zeitraum um 1670. An der Fachwerkfassade finden sich als zierende Elemente Pyramidenbalkenköpfe und Schiffskehlen. Um 1890 wurde in das Gebäude ein Ladengeschäft eingefügt.